# Mecynargoides
Mecynargoides Eskov, 1988 è un genere di ragni appartenente alla famiglia Linyphiidae.

## Distribuzione
L'unica specie oggi attribuita a questo genere è stata reperita in Russia e in Mongolia.

## Tassonomia
A dicembre 2011, si compone di una specie:
- Mecynargoides kolymensis Eskov, 1988[3] — Russia, Mongolia